# Helen Shapiro
Helen Shapiro (født 28. september 1946 i Bethnal Green, England) er en sangerinde fra Storbritannien.

## Diskografi
- Helen shapiro at abbey road 1961-1967 (1961)
- The 25th anniversary album (1961)
- Helen in Nashville (1963)